# Dos guitarras flamencas en stereo
Dos Guitarras Flamencas en Stereo es el primero de tres álbumes grabados en conjunto de Paco de Lucía y Ricardo Modrego. Editado en 1964 por Philips Records.
En cuanto a Paco de Lucía corresponde, este fue el segundo álbum en el que él haya participado.
Paco de Lucía y Ricardo Modrego se conocieron mientras trabajaban para José Greco, un bailaor y a su vez un cazatalentos. La mayoría de las melodías grabadas en susodicho álbum fueron compuestas e interpretadas durante la gira mundial de José Greco.
Cuando finalmente regresaron a Madrid, se dispusieron a grabar dicho material con varias compañías discográficas, sin obtener éxito. Sin embargo el padre de Ricardo Modrego conocía a Ricardo Fernández de Latorre quien trabajaba en Philips Records y les abrió las puertas.
Desafortunadamente, dado que ninguna compañía discográfica les había dado la oportunidad, lo único con lo que contaban eran algunas grabaciones que habían hecho en la casa de Modrego, aun así las llevaron a Philips Records. Seis horas después de haber entregado la cinta recibieron una llamada donde les pedían presentarse al día siguiente, el 11 de febrero de 1964, para firmar un contrato por dos años que marcaría el inicio de la brillante carrera de Paco de Lucía.

La grabación se llevó a cabo en tan solo dos días, seis canciones por día, grabadas solamente en dos pistas. Debido a las limitaciones de los estudios de grabación en aquella época, tampoco había cortes entre canción y canción, lo que significaba que si había un solo error en el proceso de grabación o algún problema de tipo técnico, tendrían que empezar la grabación desde cero.
Como dato curioso; dado que los equipos stereo eran relativamente nuevos y aún un fenómeno, ninguno de ellos poseía un equipo capaz de reproducir sonidos en stereo, lo que era frustrante para ambos, pues solo podían escuchar su grabación en mono. Modrego tuvo que rentar un reproductor capaz de reproducir sonido en stereo para poder escuchar sus grabaciones en su potencial real.

## Lista de temas
1. "Jerez en fiestas" – 3:53
2. "En la Alcazaba" – 4:58
3. "Gaditanas” – 3:43
4. "Tientos del amanecer" – 4:12
5. "Guajira flamenca" – 3:50
6. "Real de la feria" – 2:49
7. "Taconeo gitano" – 3:01
8. "Sortilegio" – 4:18
9. "Seguiriya tradicional" – 4:09
10. "Entre arrayanes" – 3:47
11. "Fuente de Carmona" – 4:18
12. "La caleta" – 3:42

## Músicos
- Paco de Lucía: guitarra.
- Ricardo Modrego: guitarra.